# Carriola shorokhovi
Carriola shorokhovi is een donsvlinder uit de familie van de spinneruilen (Erebidae). De wetenschappelijke naam van de soort is voor het eerst geldig gepubliceerd in 2024 door Shovkoon en Trofimova. De soort komt voor in de Filipijnen.